# 实达集团 (马来西亚)
实达集团 （馬來語：MYX：8664）是一个马来西亚事业、基础建设和商业公司。公司创办人为刘启盛。 自成立以来，实达集团已成为马来西亚主要的事业发展公司之一。

## 企划

### 马来西亚国内

#### 巴生谷
- 吉隆坡生态城（KL Eco City）
- 实达阿南（Setia Alam）
- 实达生态景苑（实达阿南内）
- Setia Nexus 1
- 实达走廊（SetiaWalk，蒲种市中心内）
- Duta Tropika
- Duta Nusantara
- 安邦Setiahills
- 赛城Setia Eco Glades
- 布城第九区
- 布城第十五区
- 蒲种市中心
- 布城第十七区（PPA1M公寓）

#### 新山市
- 武吉英达
- 实达英达
- 实达水景名邸（Setia Eco Cascadia）
- 实达热带
- 实达生态园（位于振林山）
- Setia Eco City
- 实达天空88公寓（Setia Sky 88）

#### 檳城
- Setia Pearl Island
- Setia Vista
- Setia Greens
- Setia V Residence

#### 亚庇
- Aeropod

### 国际

#### 越南
- EcoLakes MyPhuoc

#### 新加坡
- Eco Sanctuary

## 巴特西发电厂事件
2012年，实达集团计划要购买位于英国伦敦巴特西的巴特西发电厂。如果实达集团在这场交易中失败，实达集团将会计划购买伦敦的其他地方。2012年6月， Knight Frank宣布Ernst & Young已经和实达集团和森那美达成交易。 after SP Setia won the bid of the Battersea Power Station against Chelsea FC.
然而，就像马来西亚其他国有企业，刘启盛被迫放弃这起交易因马来西亚政府为该公司最大持股人。在这之后，他成立了绿盛世集团（EcoWorld）并与其他之前的同时离开实达集团。